# Música independent
La música independent es refereix a diferents gèneres, corrents i intervencions musicals, per diferents motius: 
- quan el grup que interpreta aquest gènere no està lligat a circuits del mercat musical o la difusió sonora o publicitària.
- quan es fa amb vocació purament artística i no comercial.
- quan l'estil que toca un artista o un conjunt no sembla complir els paràmetres de cap etiqueta de definició coneguda o utilitzada per la premsa especialitzada.
- quan el segell discogràfic encarregat d'editar els enregistraments o els medis que la difonen (ràdios, publicacions...) són de petita envergadura o de caràcter amateur.
- quan tot el procés artístic està controlat pels músics i en ell no interfereixen directrius ni condicions de departaments de màrqueting, companyies discogràfiques, institucions o mitjans de comunicació.

Han estat considerats música independent el blues, el punk, el reggae, el grunge, l'indie rock, el pop, el grindcore, el death metal… quan la seva eclosió o desenvolupament artístic complien algun dels punts d'aquesta definició. Existeixen mitjans de comunicació dedicats específicament a la música independent.

## Història
Durant els anys 20 les grans companyies dels Estats Units (també conegudes com "multis" o "majors") com ara Columbia Records o Virgin Records van ser desafiades per quantitat de petites discogràfiques anomenades «independents». Aquestes estaven especialitzades en el mercat de música de raça (negra), que és com es classificava aleshores als compradors de música de blues i jazz, però la crisi de finals dels anys 20 va minar a aquestes companyies que van acabar en fallida o en el millor dels casos absorbides per «una més gran».
El terme independent ressorgeix als anys 50 a l'Amèrica del Nord quan el mercat discogràfic ho conformaven cançons i els seus intèrprets. Les grans corporacions discogràfiques pagaven compositors perquè componguessin cançons i cercaven intèrprets perquè les presentessin. Totes elles tenien un sistema de distribució propi que assegurava que totes les seves cançons i discs arribessin a tots els punts del país. Sense aquest sistema de distribució era molt difícil fer que un disc pogués gaudir d'un mínim èxit, i qualsevol discogràfica petita evidentment no ho tenia.
Per aquesta època i des de 1912 existia l'ASCAP (American Society of Composers, Authors and Publishers) mitjançant la qual els compositors i editors protegien els seus interessos (similar a la SGAE espanyola) i que a més a més concedia els drets d'interpretació als medis de difusió, principalment els radiofònics. Aquesta associació no considerava «de bon gust» que la música negra es pogués escoltar per la ràdio així que censurava sistemàticament qualsevol cançó de blues o jazz que li pogués arribar a través d'un discogràfica|segell discogràfic independent. Així que a més a més de no poder-la trobar a les botigues, la música "diferent" tampoc es podia escoltar per les ràdios locals de freqüència concesionada. És així com sorgeixen les ràdios pirates, que emetien des de vetusts rafals o des d'embarcacions allunyades a diversos quilòmetres de les costes.
El 1941 una associació d'emissores i discjòquei va posar en marxa una associació rival a l'ASCAP que es va anomenar BMI (Broadcast Music Incorporated), que representava molts compositors i editors que fins aleshores havien estat ignorats (de hillbilly, country, blues, jazz i estrangers). La ASCAP va fer tot el que va poder perquè les ràdios locals no programessin cançons de la BMI, moltes cançons van ser censurades com "Such a Night" de Johnnie Ray per suposada incidència sexual, però el virus estava ja inoculat a la societat. La BMI va sobreviure i van incrementar els seus ingressos i popularitat ràpidament quan un nou so anomenat Rock'n'roll va néixer de mans d'artistes negres com ara Little Richard o Chuck Berry.